# Зелене світло (фільм, 2002)
Зелене світло (тур. eşil Işık) — турецька романтична драма 2002 року, написана та знята режисером Фаруком Аксоєм.

## Сюжет
Еліф — одружена жінка, яка щойно упіймала чоловіка на обмані. Алі є інвестором, що наблизився до укладення величезної угоди, яка може бути дуже вигідною, хоча і з високим ризиком.
Їх шляхи зійшлися в книгарні під час купівлі книги «Єшил Ішик» («Зелене світло»). Все це мало певний магічний слід, коли за ними спостерігав хтось невідомий. Коли він втрачає всі свої гроші на фондовому ринку після терактів 11 вересня, у Алі стається серцевий напад. В цей же час товариш знаходить Еліф без свідомості. Їх обох доставили до однієї лікарні, але Алі помирає.
Алі досягає неба, але йому відмовляють у вступі на небо. Втім, він не може повернутися на землю для нового життя, оскільки його тіло було поховане, а його печінка трансплантована. Невідомий, яка весь час спостерігав за ним, Якуп, виявляється ангелом-охоронцем Алі і повідомляє йому, що особа, що отримала його печінку, — Еліф, і єдиним виходом було б її вбити.
Еліф, яка сумує після смерті матері, намагається покінчити життя самогубством, але Алі, пам'ятаючи Еліф після зустрічі в ресторані, рятує її. Після того, як вони проводять день разом, Якуп попереджає Алі, що він таки втрачає власні шанси. Тоді Алі обіцяє, що вб'є її після побачення, але він не може примусити себе це зробити. Натомість вони закохуються і їдуть на пагорб, щоб побачити, чи можуть вони побачити зелене світло, описане в легенді. Коли Алі не вдається врятувати себе або Еліф, як пропонував Якуп, він жертвує собою. Але оскільки їх кохання було правдивим, Алі повертається до життя. Однак Еліф не пригадує Алі і не пам'ятає про їхнє кохання.

## Бюджет
Фільм було знято за приблизним бюджетом у 1,5 мільйона доларів США. Лише в Туреччині його переглянули більше 400 000 глядачів. Для 38-річної Гюл'і Авшар фільм означав успішне повернення на екран після тривалої перерви.

## Критика
Німецький сайт Citybeat.de писав: Із «Зеленим світлом» продюсер Фарук Аксой наважився на цей раз виступити як режисер у фантастичному, а також комедійному фільмі.

## У ролях
- Гюлья Авшар — Еліф
- Кенан Ішик — Алі
- Халдун Дормен — Якуп
- Йолпан Ілхан — Ламія
- Ілкер Іноноглу — Мехмет
- Сема Аталай — Єшим
- Uğur Kıvılcım — Gönül
- Cengiz Küçükayvaz
- Іпек Тенолкай
- Деніз Аккая
- Арда Курал
- Ясемін Козаноглу
- Доша Беклеріз
- Ешреф Колчак
- Аюмі Такано

## Нагороди
Сема Аталай виграла приз «Золотий апельсин», який вручається найкращій акторці з 2002 року, за роль у фільмі.